# El-Kab
El-Kab, Al-Kab o Elkab (àrab: الكاب, al-Kāb) és una ciutat d'Egipte a la part oriental del riu Nil, davant de Kom al-Ahmar (l'antiga Nekhen, més coneguda pel nom grec de Hieracòmpolis), situada al sud de Luxor i al nord d'Edfú, entre el riu i la línia de ferrocarril. Fou l'antiga ciutat de Nekheb, també coneguda com a Nekhab o Eileithyiaspolis. La patrona de les dues ciutats fou la dea Nekhbet.

## Història de Nekheb
Nekheb fou la capital del Regne predinàstic de l'Alt Egipte i va romandre una ciutat important; fou capital del nomós III (Ten) de l'Alt Egipte. La dea principal de la ciutat era Nekhbet, representada de vegades com una dona o com un voltor amb la corona de l'Alt Egipte, i assimilada a la dea-serp Uto del Baix Egipte; era també la dea protectora dels nounats. Els grecs van identificar la dea amb Eileithyia i van donar a la ciutat el nom d'Eileithyiaspolis.
Es conserven dues parts de Nekheb en una plana situada a la boca d'un riu (uadi o wadi):
La primera secció és l'antiga ciutat envoltada per una grossa i enorme muralla; a l'interior, hi ha un temple romà i el llac sagrat i, en un petit recinte, el temple de Nekhbet no lluny d'un temple dedicat a Thoth i amb una casa de naixements dedicada a Nekhbet (l'encarnació d'Hator). El temple fou construït vers el 2700 aC i fou ampliat per posteriors faraons entre les dinasties XVIII i la XXX.

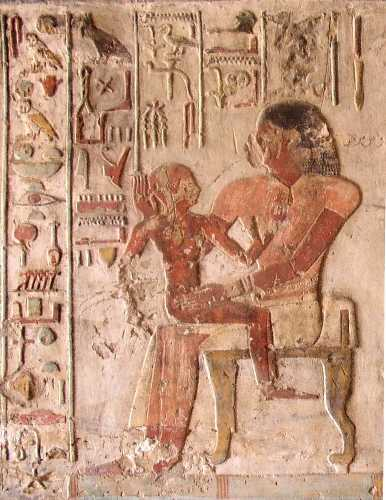
Detall de la tomba de Paheri

La segona secció és la necròpolis en un lloc rocós on hi ha, entre d'altres, les tombes d'Ahmose, Renni, Paheri i Setau, que estan datades de la dinastia XVIII i del període ramèssida.
El temple de Thoth és a un km endavant, a l'entrada del Wadi Hellal, en un lloc avui anomenat Al-Hammam ('el bany'). La capella fou construïda per Setau, virrei de Núbia amb Ramsès II; el temple fou restaurat pels ptolomeus i dedicat a un bon nombre de déus. També hi ha un temple en una cova dedicat a Nekhbet, que esdevingué la lleona Hathor-Tefnut. Dos vestíbuls porten a una cambra final. Aquest temple fou convertit en temple copte el segle iv. A més a més, hi ha un temple d'Amenhotep III, construït per ell i per Tuthmosis IV, dedicat a Nekhbet-Hathor; el pòrtic es conserva, però els relleus interiors van patir destrosses en temps d'Amenhotep IV (més conegut pel nom d'Akhenaton), i foren restaurats per Seti I.
Al nord, hi ha algunes tombes tallades a la roca amb relleus pintats, que pertanyen a alts funcionaris de l'Imperi nou amb funcions a la regió. Les tombes principals són: 
- Tomba d'Ahmose Pennekhbet (EK2), supervisor del segell al començament de la dinastia XVIII. Dins la tomba, es va trobar la seva biografia i imatges d'ell mateix i de la seva família. Era fill d'Ebana.
- Tomba de Paheri (EK3), que fou nomarca de Nekheb durant la dinastia XVIII; les pintures mostren escenes de la vida diària; es va trobar una estàtua d'ell mateix amb la seva dona i la seva mare.
- Tomba de Setau (EK4), sacerdot de Nekhbet durant el regnat de Ramsès III. Una estela a l'exterior mostra Setau i la seva dona adorant Re-Horakhty i Khepri. A l'interior, les pintures mostren el propietari de la tomba i la seva família.
- Tomba d'Ahmose, fill d'Ibana (EK5), descrit en la seva biografia dins la tomba com a "capità de marins"; va tenir un paper destacat en la lluita contra els hikses i va participar en el setge d'Àvaris. Va rebre com a premi una medalla d'honor d'or i quatre esclaus. Fou l'avi de Paheri (tomba EK3).
- Tomba de Renni (EK7), que fou nomarca de Nekheb durant el regnat d'Amenhotep I. Les pintures mostren escenes de la vida diària.

Les tombes corresponents a l'Imperi mitjà romanen tancades.
A uns 4 km a l'oest del Wadi Hellal, hi ha un santuari ptolemaic dedicat a Seshmetet. Al sud-est del santuari, hi ha un temple de Nekhbet de dues sales amb columnes d'Hathor i un santuari tallat en pedra, construït per Ramsès II i restaurat pels ptolomeus, amb una estela de Ramsès a la façana. Els relleus de l'interior no estan ben conservats, però una part s'està restaurant. Més endavant, hi ha una pedra amb inscripcions, coneguda per la roca del voltor.